# Gotthelf Adolphe de Hoym
Gotthelf Adolphe comte de Hoym (* 24 octobre 1731 à Dresde; † 22 avril 1783 à Droyßig) est un homme politique de l'Électorat de Saxe.

## Biographie
Il est le fils du comte Louis Gebhard de Hoym (de). En tant que seigneur à Gleina et Thallwitz , il hérite, plus tard, de Droyßig et Guteborn et fait carrière à la cour de Saxe. Il est conseiller secret et, plus tard, ministre plénipotentiaire.
En tant que dernier représentant masculin de la ligne de la Maison d'Hoym, il est mort sans héritiers masculins. De son mariage, le 27 novembre 1769 à Gera avec la comtesse Sophie Auguste de Stolberg-Roßla (1754-1776) il a une seule fille de Louise Henriette de Hoym (* 1772), qui épouse le comte Henri LI Reuss d'Ebersdorf.

## Source
- (de) Alfons Perlick, « Hoym, Adolf Magnus v. », dans Neue Deutsche Biographie (NDB), vol. 9, Berlin, Duncker & Humblot, 1972, p. 670–671 (original numérisé). (brièvement mentionné)